# Wielenbach (Lech)
Der Wielenbach ist ein etwa 15 km langer rechter Zufluss des Lech im oberbayerischen Landkreis Weilheim-Schongau.

## Name
Der Name erscheint erstmals um das Jahr 1060 als Uuolinpach. Er leitet sich vom mittelhochdeutschen *Wüelentbach mit der Bedeutung „der wühlende Bach“ ab.

## Oberlauf
Der Wielenbach entspringt in einer hügeligen Moränenlandschaft etwa 700 m südlich von Feistenau auf einer Höhe von 752 m.
Bereits ab seiner Quelle bildet der Wielenbach die Grenze zwischen den Gemeinden Peiting und Wessobrunn.

## Verlauf
Der Wielenbach verläuft durchgehend in nordwestlicher Richtung durch den Schongauer Forst.
Zunächst nimmt er von links den Schleicherbach auf, daraufhin ebenfalls von links den Höllgraben. Es folgen der Wieselbach von rechts und zuletzt südlich von Kronholz der Steinigbach von rechts.
Schließlich mündet der Wielenbach etwa einen Kilometer nördlich von Finsterau von rechts in den Lech unterhalb der Lechstaustufe 7 – Finsterau auf 659 m ü. NHN.
Der 16,1 km lange Wielenbach mündet etwa 93 Höhenmeter unter dessen Ursprung und hat damit ein mittleres Sohlgefälle von etwa 6 ‰.

## Zuflüsse
Auswahl direkter Zuflüsse, von der Quelle zur Mündung.
- Krönaugraben (links)
- Bärnhöhlbach (links)
- Schleicherbach (links)
- Höllgraben (links)
- Wieselbach (rechts)
- Kesselgraben (rechts)
- Filzgraben (rechts)
- Steinigbach (rechts)